# Krausnick
Krausnick (niedersorbisch Kšušwica) ist ein Ortsteil der Gemeinde Krausnick-Groß Wasserburg im Landkreis Dahme-Spreewald in Brandenburg. Krausnick war bis zum freiwilligen Zusammenschluss mit Groß Wasserburg 2001 eine selbständige Gemeinde. Die Gemeinde Krausnick-Groß Wasserburg wird vom Amt Unterspreewald verwaltet.

## Geographische Lage
Krausnick liegt ca. elf Kilometer nordwestlich von Lübben, etwa zehn Kilometer von der Autobahn 13 Abfahrt Staakow entfernt. Die Gemarkung Krausnick grenzt im Norden an die Gemarkung von Groß Wasserburg, im Osten an die Gemeinde Schlepzig, im Süden an die Gemarkungen von Hartmannsdorf und Lubolz (beide Orte sind Ortsteile der Stadt Lübben (Spreewald)), im Südwesten an Schönwalde und Waldow/Brand (beide Orte sind Ortsteile der Gemeinde Schönwald), im Westen an Rietzneuendorf (Ortsteil der Gemeinde Rietzneuendorf-Staakow), Briesen und Oderin (beide Orte sind Ortsteile der Gemeinde Halbe).
Auf der Gemarkung liegt der stark verlandende Luchsee, der Meiersee und der sehr kleine Lichtesee. Im Osten reicht die Gemarkung bis an die Wasserburger Spree heran. Etwas östlich der Wasserburger Spree verläuft der Randkanal. Die höchste Erhebung sind die nach dem Ort benannten Krausnicker Berge, der Wehlaberg liegt jedoch auf Groß Wasserburger Gemarkung.
Auf der Gemarkung des Ortsteils Krausnick liegen die Wohnplätze Forsthaus Brand und Forsthaus Meierei sowie die abgegangenen Wohnplätze Bugk, Neue Schenke und Brandschäferei.
| Bevölkerungsentwicklung von 1774 bis 2000 | Bevölkerungsentwicklung von 1774 bis 2000 | Bevölkerungsentwicklung von 1774 bis 2000 | Bevölkerungsentwicklung von 1774 bis 2000 | Bevölkerungsentwicklung von 1774 bis 2000 | Bevölkerungsentwicklung von 1774 bis 2000 | Bevölkerungsentwicklung von 1774 bis 2000 | Bevölkerungsentwicklung von 1774 bis 2000 | Bevölkerungsentwicklung von 1774 bis 2000 | Bevölkerungsentwicklung von 1774 bis 2000 | Bevölkerungsentwicklung von 1774 bis 2000 | Bevölkerungsentwicklung von 1774 bis 2000 | Bevölkerungsentwicklung von 1774 bis 2000 | Bevölkerungsentwicklung von 1774 bis 2000 | Bevölkerungsentwicklung von 1774 bis 2000 | Bevölkerungsentwicklung von 1774 bis 2000 | Bevölkerungsentwicklung von 1774 bis 2000 | Bevölkerungsentwicklung von 1774 bis 2000 |
| ----------------------------------------- | ----------------------------------------- | ----------------------------------------- | ----------------------------------------- | ----------------------------------------- | ----------------------------------------- | ----------------------------------------- | ----------------------------------------- | ----------------------------------------- | ----------------------------------------- | ----------------------------------------- | ----------------------------------------- | ----------------------------------------- | ----------------------------------------- | ----------------------------------------- | ----------------------------------------- | ----------------------------------------- | ----------------------------------------- |
| Jahr                                      | 1774                                      | 1801                                      | 1817                                      | 1837                                      | 1858                                      | 1875                                      | 1895                                      | 1910                                      | 1925                                      | 1939                                      | 1946                                      | 1950                                      | 1964                                      | 1971                                      | 1981                                      | 1991                                      | 2000                                      |
| Einwohner                                 | 320                                       | 473                                       | 481                                       | 799                                       | 812                                       | 871                                       | 762                                       | 646                                       | 700                                       | 723                                       | 927                                       | 815                                       | 640                                       | 595                                       | 522                                       | 439                                       | 416                                       |

## Geschichte
Der Ort wurde 1376 erstmals als Krusenigk urkundlich erwähnt. Mögliche ältere Belege sind sehr zweifelhaft. Der Name leitet sich von einer altsorbischen Grundform *Krušnik = Ansiedlung bei Birnbäumen ab. Nach der Dorfstruktur handelte es sich um ein Breitgassendorf mit Gut.
1518 gab es im Dorf einen Rittersitz (der von Langen), ein Vorwerk und eine Mühle. Vermutlich ist mit der Mühle das spätere Groß Wasserburg gemeint. 1556 wird ein Weinberg beim Ort erwähnt. 1576 wohnten zwölf Bauern und acht Kossäten im Ort. 1583 vertrieb der damalige Ortsherr einen Lehnmann wegen Verletzung der Dienstpflicht und Verwahrlosung des Gutes von seinem Hof. 1600 gab es sechs Ritterhufen, drei wüste Bauernhufen und weiter 2,5 Hufen waren zum Rittergut geschlagen worden. Zehn Bauernhufen waren besetzt. Im Dorf wohnten außerdem acht Kossäten und ein Schäfer. Die Wassermühle lag vom Dorf entfernt (heute Groß Wasserburg). Im Dreißigjährigen Krieg wurde Krausnick mehrfach geplündert und abgebrannt. 1692 lagen 12,5 Bauernhufen wüst, 12,5 Hufen wurden bewirtschaftet. Die acht Kossätenstellen waren alle besetzt. Im Dorf hatte sich ein Laufschmied angesiedelt. Außerdem lebten zwei Pachtschäfer und ein Hirte im Ort. Dadurch, dass die Hälfte der Äcker brach lag, wurde die Dreifelderwirtschaft nicht mehr eingehalten. Es wurde jedes Jahr in allen drei Feldern gesät. Die Bauern gewannen das dritte Korn. Jeder Bauern machte acht Fuder Heu, jeder Kossät vier Fuder Heu. Die Hütung auf der Gemarkung war gut und erlaubte Viehzucht. Es gab genug Brennholz und die Bewohner durften auf der Spree fischen. Jeder Bauer durfte 25 Schafe halten, jeder Kossät 13 Schafe. 1699 wird ein wüstes Winzerhäuschen erwähnt. 1727 gab es auf der Gemarkung 20,5 Hufen. 1728 wurde die kreuzförmige Fachwerkkirche erbaut. 1745 war wieder ein Vorwerk eingerichtet worden. Es gab keine Bauerngüter mehr. Die Dorfbevölkerung bestand aus 25 Kossäten und 33 Büdnern, die in 57 Haushaltungen lebten, davon vier in Mehrfamilienhäusern. 
1801 lebten 24 Kossäten, 49 Einlieger, zwei Radmacher und verschiedene andere Handwerker im Ort, darunter auch ein Schmied sowie ein Krüger. Insgesamt wurden 69 Feuerstellen gezählt. Im Ort befand sich das Amtssitzvorwerk, nicht weit vom Dorf lag der Heidekrug. 1818 verzeichnet das Ortschaftsverzeichnis des Regierungsbezirks Potsdam das Amtsvorwerk, das Forsthaus Bugk (an südlichen Gemarkungsgrenze), den Heidekrug und den Neuen Krug. Die Brandschäferei oder Dürre Ziege lag westsüdwestlich vom Ortskern Krausnick. Die Heidemeierei lag 2 km südlich des Ortskerns am Meiereisee, heute Forsthaus Meierei. 1837 gab es bereits 74 Wohnhäuser in Krausnick. Auf dem Urmesstischblatt Blatt 3949 Oderin von 1841 ist südlich des Ortskerns auf dem Mühlberg eine Windmühle verzeichnet. Eine zweite Windmühle stand auf dem Weinberg südöstlich vom Ortskern. Die (Unter-)Försterei stand in der Ringstraße 9 und die Schäferei im Bereich Hauptstraße 59. Das spätere Forsthaus Brand südlich des Luchsees ist als Gartenhaus eingezeichnet. Die Neue Schenke oder Todte Mann lag westlich des Dorfes an der L 711 nahe dem Knick in der Straße und dem Übergang in die K6158. Die Schäferei Dürre Ziege existierte schon um 1900 nicht mehr. Das Amt Krausnick war im Gebäude Hauptstraße 101 untergebracht.
Das Vorwerk war von 1808 bis 1814 an Friedrich Ludwig Buchholz verpachtet. 1847 waren die Ländereien des Vorwerks zur Abfindung der Forsthütungsberechtigten vorgesehen. Das Amtsgebäude, die Brennerei und die Brauerei wurden 1848 vermietet bzw. verpachtet.

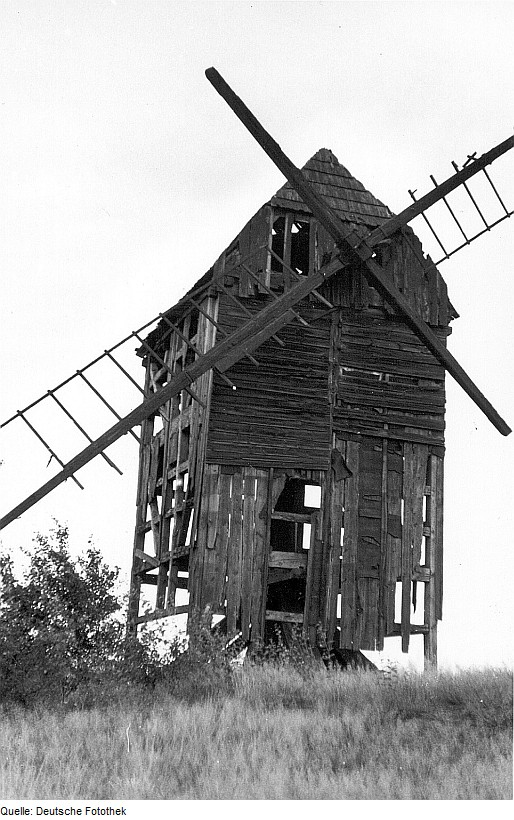
Ruinöse Bockwindmühle südlich des Ortskerns. Vermutl. 1970er Jahre

1858 standen im Dorf bzw. zur Landgemeinde gehörend 4 öffentliche Gebäude, 86 Wohngebäude und 173 Wirtschaftsgebäude. Zum königlichen Hausfideikommissvorwerk im Dorf gehörten drei Wohngebäude und vier Wirtschaftsgebäude, darunter eine Brauerei und eine Brennerei. Dazu kommen noch das Waldwärterhaus Bugk, der Neue Krug und das Gartenhaus. Das Försterei in der Nähe des Dorfes gehörte zum Schutzbezirks des Gutsbezirks Forstrevier Kleinwasserburg. Zur Försterei gehörte ein Wohnhaus und drei Wirtschaftsgebäude. Um 1900 standen in Krausnick 126 Wohnhäuser. 1931 war das Dorf auf 138 Wohngebäude angewachsen. 1946 wurde lediglich 13 ha aufgeteilt: ein Hektar an vier Landarbeiter und landlose Bauern und 12 ha an 16 landarme Bauern. 1953 entstand eine erste Landwirtschaftliche Produktionsgenossenschaft mit sieben Mitgliedern. 1959 hatte die LPG Typ III bereits 45 Mitglieder aus 23 Einzelbetrieben und bewirtschaftete 275 ha landwirtschaftliche Nutzfläche. 1960 war die Mitgliederzahl der LPG Typ III auf 93 Mitglieder angewachsen; sie bewirtschaftete 469 ha Nutzfläche. Daneben existierte noch ein zweiter LPG vom Typ I mit 30 Mitgliedern und 178 ha Nutzfläche. 1968 wurde diese an die LPG Typ III angeschlossen. 1976 wurde die LPG Krausnick mit der LPG Leibsch fusioniert. 1977 gab es im Ort den VEB Landtechnischer Anlagenbau Cottbus, Betriebsteil Krausnick, die Milchviehanlage der LPG Leibsch, die Oberförsterei Krausnick und die Revierförsterei Brand.

### Besitzgeschichte und kommunale Zugehörigkeit
1376 belehnten die von Strele, Herren zu Beeskow und Storkow, die von Queiß mit den Dörfern (Groß) Schauen, Dahmsdorf, Wendisch Rietz und Werder nebst Drobschmühle belehnt sowie mit Hebungen im Dorf Krausnick. Die Hebungen im Dorffe Krusenigk waren mit 15 Malter, halb Korn und halb Hafer, 38 ½ Groschen Zins, 15 Hühner, 15 Swilken Flachs recht beachtlich.
1494 wurden die Brüder Nickel und Friedrich von Langen von Johann und Georg, Herzöge von Sachsen mit dem Rittersitz, Vorwerk und Dorf Krausnick sowie Groß Wasserburg (damals nur eine Mühle) sowie dem Dorf Leibsch belehnt. Der Ort lag in der niederlausitzischen Herrschaft Storkow, die zu dieser Zeit den Herren von Bieberstein gehörte. 1507 gehörte Krausnick Antonius und Nickel von Langen. 1518 erhielt Antonius von Langen von Ulrich von Bieberstein die Belehnung mit Dorf und Rittersitz Krausnick und dem Dorf Köthen. Vermutlich mitbelehnt ist Georg von Langen, dem ein weiterer Georg (* 1538) folgte. Dieser war mit Agatha von Löser verheiratet. Er hatte zwei Söhne Nickel und Georg. 1553 verkaufte Georg von Langen einen Anteil von Krausnick für 3.700 Gulden auf vier Jahre auf Wiederkauf an seinen Vetter Caspar von Langen, was Freitags nach Viti 1553 vom damaligen Bischof Johann VII. von Lebus konsentiert wurde. 1556 erhielten die Brüder Otto und Caspar von Langen zu Münchehofe die Belehnung mit Krausnick, Köthen, Groß Wasserburg und der Hälfte von Leibsch. 1576 ging die Herrschaft Storkow de facto an Brandenburg über und schied in den folgenden Jahrhunderten allmählich aus der Niederlausitz aus. 1604 erhielt Andreas von Langen zu Krausnick bzw. dessen Ehefrau die Bestätigung zur Nutzung der Güter Krausnick und Köthen. 1609 wurden die Brüder Andreas und Ernst von Langen vom Kurfürsten Johann Sigismund mit einer Hälfte von Krausnick und Köthen sowie einem Viertel des Dorfes Leibsch belehnt. 1620 erhielten die Brüder Moritz Ernst und Nickel von Langen, Söhne des Andreas von Langen die Belehnung mit denselben Güter. 1628 verkauften schließlich die beiden Brüder die Hälfte von Krausnick und Köthen sowie ein Viertel des Dorfes Leibsch an die Brüder Antonius, Otto und Heinrich Ernst von Langen zu Wasserburg für 13.000 Taler. 1647 kaufte Georg von Oppen diese Güter und erhielt 1648 die Belehnung. Anteile blieben aber bis 1716 im Besitz der von Langen. Am 20. Oktober 1728 verkaufte Friedrich Erdmann von Oppen Krausnick und Leibsch für 38.000 Taler an den „Soldatenkönig“ Friedrich Wilhelm I.
Er bildete daraus das Amt Krausnick, das er in den folgenden Jahren durch Zukäufe vergrößerte. Etwas unklar bleibt, trotz Aktenlage im BLHA Potsdam, wie es sich ab dann durchweg mit den größeren Gutsbesitzungen der von Oppen, teils auch kurzzeitig von Stutterheim, durch Heirat, verhielt. Das Amt Krausnick wurde später der Herrschaft Königs Wusterhausen angeschlossen. Ab 1848 wurde das Amt Krausnick zusammen mit dem Amt Buchholz verwaltet, der Amtssitz wurde nach Märkisch Buchholz verlegt und das Amt Krausnick damit de facto aufgelöst. Die Amtsgebäude wurden verpachtet. 1872/4 wurde auch das Amt Buchholz aufgelöst.
1816 wurde die Herrschaft Storkow mit dem Teltowischen Kreis zum Kreis Teltow-Storkow zusammengeschlossen, der aber bereits 1835 wieder aufgelöst wurde. Die frühere Herrschaft Storkow wurde nun mit der früheren Herrschaft Beeskow zum Kreis Beeskow-Storkow vereinigt. In der Kreisreform von 1950 kam Krausnick zum Kreis Lübben, der nach der Wende in Landkreis Lübben umbenannt wurde. 1992 schloss sich Krausnick mit 12 anderen, meist sehr kleinen Gemeinden zu einer Verwaltungsgemeinschaft, dem Amt Unterspreewald mit Sitz in Schönwald zusammen. Zum 31. Dezember 2001 fusionierten die bis dahin selbstständigen Gemeinden Krausnick und Groß Wasserburg zur Gemeinde Krausnick-Groß Wasserburg. Seither ist Groß Wasserburg ein Ortsteil der Gemeinde Krausnick-Groß Wasserburg. Zum 1. Januar 2013 wurden das (alte) Amt Unterspreewald und das Amt Golßener Land zum neuen Amt Unterspreewald mit Amtssitz in Golßen vereinigt.

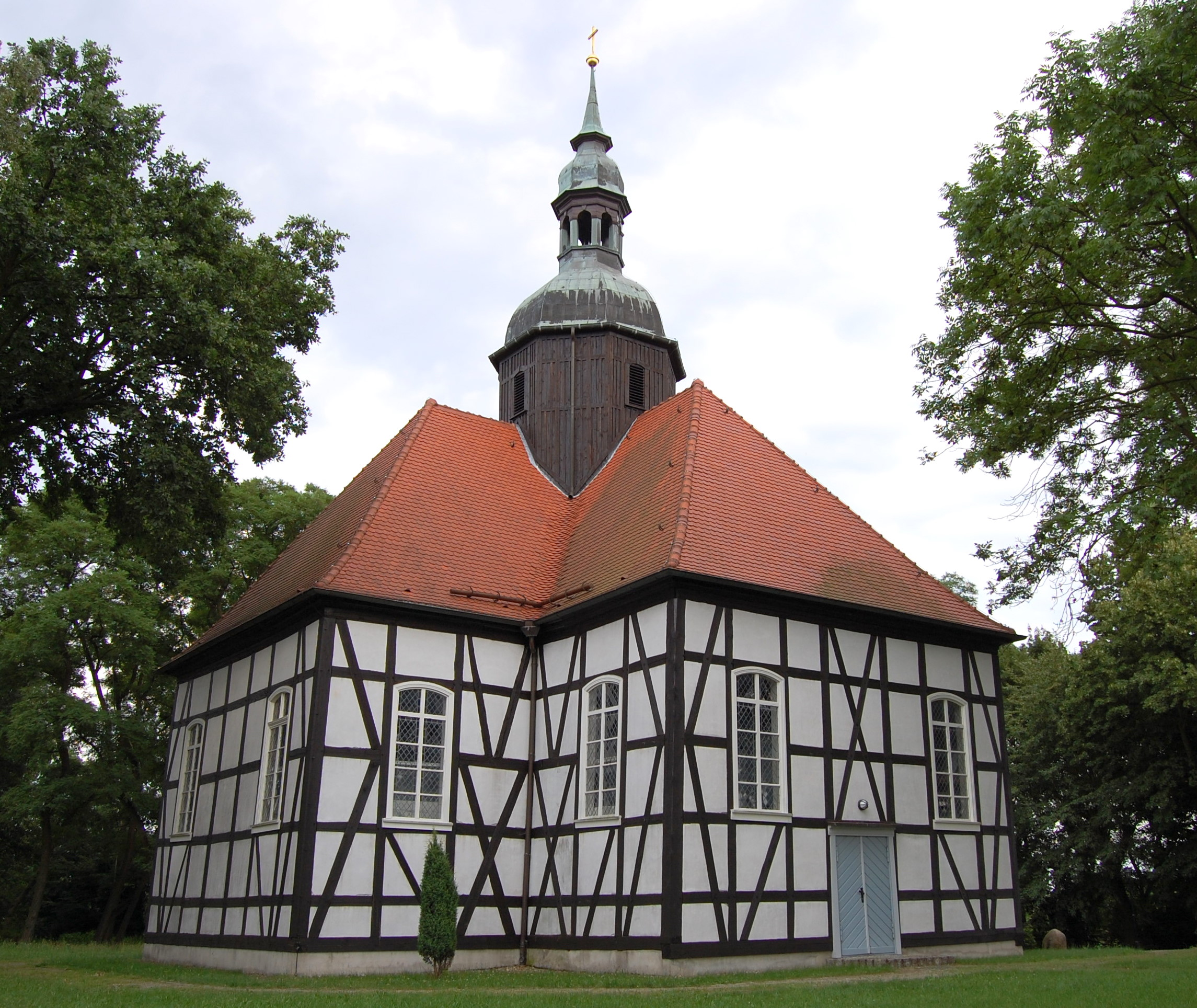
Dorfkirche Krausnick (2009)

### Kirchliche Geschichte
Die Kirche in Krausnick war um 1630 Tochterkirche von Buchholz. Ab 1872 wurde sie Mutterkirche mit Tochterkirchen in Köthen, Klein Wasserburg, Groß Wasserburg und Leibsch-Damm. Die heutige Dorfkirche Krausnick stammt aus dem Jahr 1727/28. Die Kirchengemeinde Krausnick-Groß Wasserburg gehört zum Evangelischen Pfarrsprengel Krausnick-Neu Schadow des Evangelischen Kirchenkreises Niederlausitz.

## Denkmale
Die Denkmalliste des Landes Brandenburg für den Landkreis Dahme-Spreewald listet folgende Bau- und Bodendenkmale auf.

### Bodendenkmale
- Nr. 12445 Flur 8,9: eine Siedlung der Urgeschichte, ein Rast- und Werkplatz der Steinzeit
- Nr. 12446 Flur 3: ein Rast- und Werkplatz des Mesolithikum
- Nr. 12447 Flur 9: ein Rast- und Werkplatz des Mesolithikum
- Nr. 12448 Flur 4,5: eine Siedlung der Bronzezeit, eine Siedlung des Neolithikum
- Nr. 12449 Flur 5: Dorfkern der Neuzeit, Friedhof der Neuzeit, Kirche der Neuzeit, Friedhof des deutschen Mittelalter, Dorfkern des deutschen Mittelalter, Kirche des deutschen Mittelalter

### Baudenkmale
- Nr. 09140136 Kreuzkirche mit Kirchhof und Allee
- Nr. 09140137 Fachwerkwohnhaus Hauptstraße 107

## Tourismus
Nur wenige Kilometer westlich von Krausnick liegt der Vergnügungspark Tropical Islands. Durch den Ort hindurch führen der Gurken-Radweg und der Hofjagdweg.